# Cloruro d'argento
Il Monocloruro d'argento è il sale di argento dell'acido cloridrico, di formula AgCl.

## Aspetto
È un solido cristallino di colore bianco, uno dei pochi cloruri metallici insolubili in acqua. Il cloruro d'argento è però solubile in soluzioni acquose di anioni alogenuri, di ioni tiosolfati, o di ammoniaca, con cui l'argento forma ioni complessi:
{\displaystyle {\ce {AgCl(s) + Cl- (aq) -> AgCl2^-(aq)}}}
{\displaystyle {\ce {AgCl(s) +2S2O3^2- (aq) -> Ag[(S2O3)2]^3- (aq) + Cl-(aq)}}}
{\displaystyle {\ce {AgCl(s) + 2NH3 (aq) -> Ag[(NH3)2]+ (aq) + Cl-}}}

## Impieghi
Il cloruro d'argento è usato per le pellicole fotografiche, in quanto (come essenzialmente tutti i sali d'argento) diventa di colore scuro se esposto alla luce, decomponendosi in argento metallico. 
L'insolubilità del cloruro d'argento in acqua è sfruttata a scopo analitico. Per determinare la presenza di cloruro nell'acqua si aggiunge nitrato d'argento e se il cloruro è presente, si ha intorbidamento e precipitazione di cristalli di cloruro d'argento, bianchi.
{\displaystyle {\ce {Ag+(aq) + Cl- (aq) -> AgCl(s)}}}

## Altre applicazioni
- Elettrodo di riferimento per misurare il potenziale elettrico nelle reazioni redox
- Pellicole fotografiche e carta fotografica.
- Decorazione di vasellame di vetro.
- Lenti fotocromatiche
- Applicazioni in campo tessile per le sue proprietà antimicrobiche che garantiscono un elevato livello di controllo degli odori.

## Note

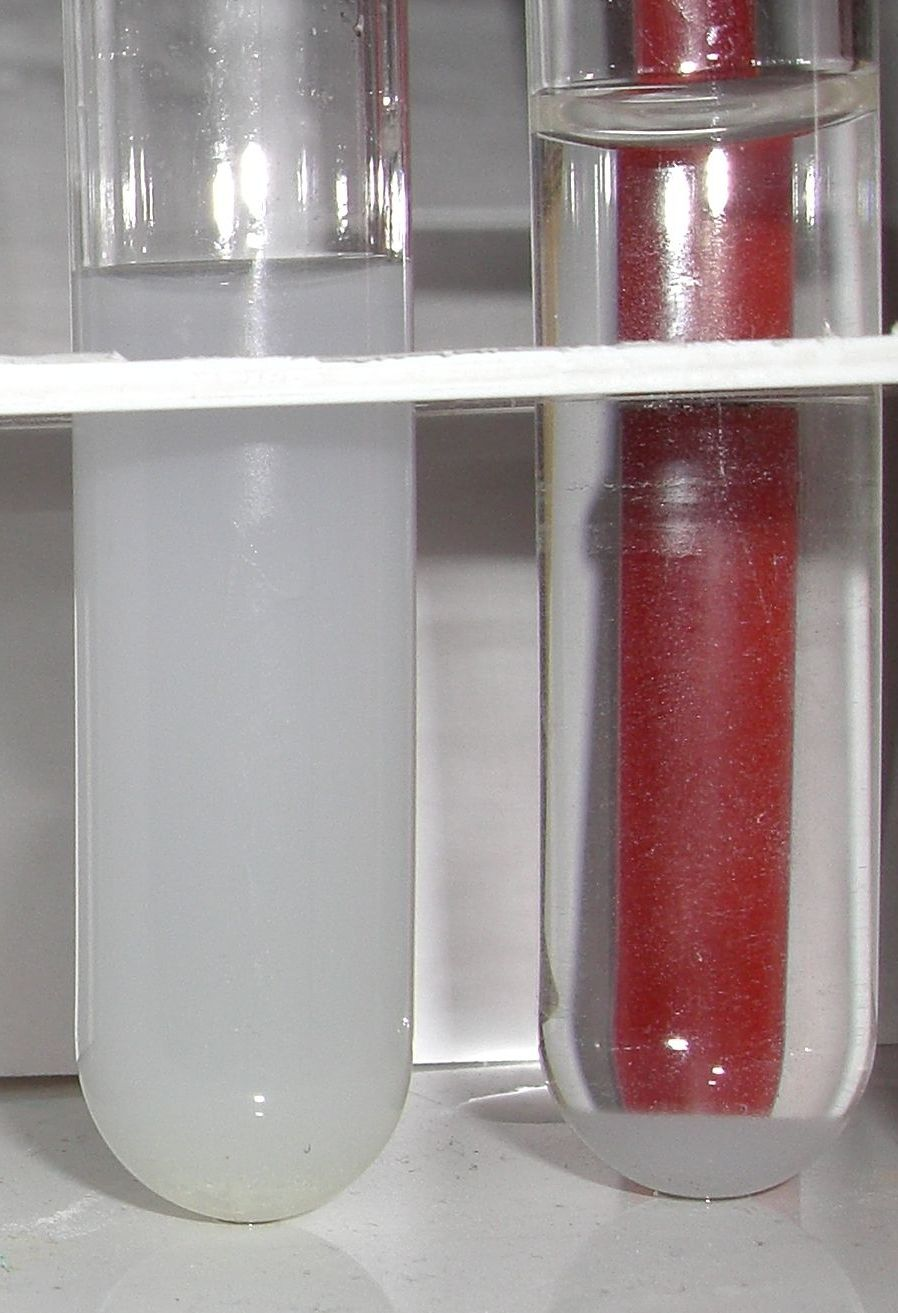
Il tipico aspetto bianco caseoso del precipitato di AgCl